# Agathis tibiator
Agathis tibiator är en stekelart som beskrevs av Léon Abel Provancher 1880. Agathis tibiator ingår i släktet Agathis och familjen bracksteklar. Inga underarter finns listade i Catalogue of Life.